# Teixeira (Río)
Teixeira es un lugar situado en la parroquia de Cabanas, del municipio español de Río, en la provincia de Orense, Galicia.

## Demografía
| Gráfica de evolución demográfica de Teixeira entre 2000 y 2023 |
|                                                                |
| Datos según el nomenclátor publicado por el INE.               |